# معاهدات تيليست

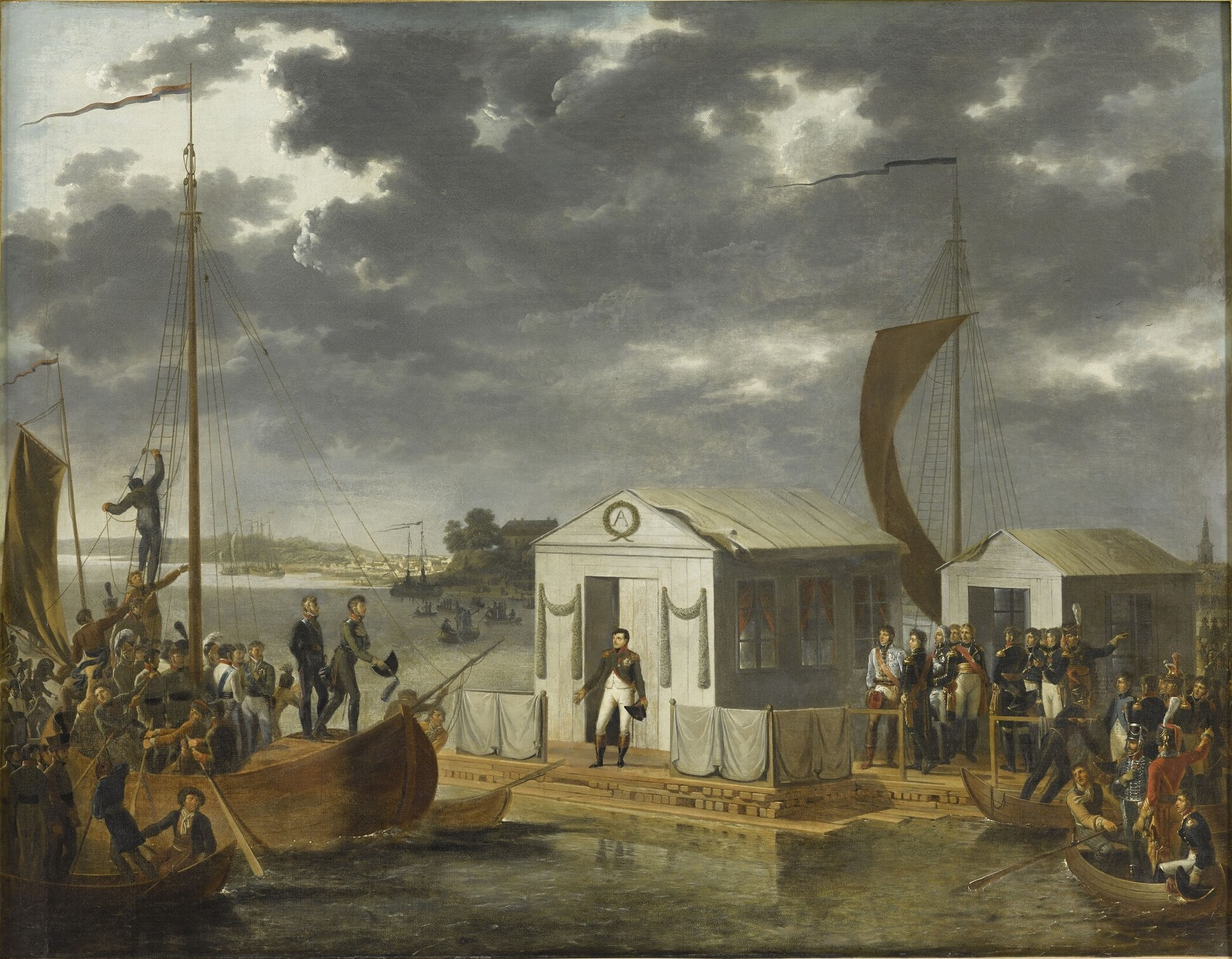
لقاء الإمبراطورين على متن عوامة بنهر نيمان

معاهدات تيليست هما معاهدتين أُبرمتا من قبل الإمبراطور نابليون الأول في مدينة تيليست في يوليو 1807 وذلك بعد انتصاره بمعركة فريدلند.
أُبرمت المعاهدة الأولى في 7 يوليو بين قيصر روسيا الألكسندر الأول والإمبراطور نابليون بونابارت في حين أُبرمت المعاهدة الثانية بين فرنسا وبروسيا في 9 يوليو، أنهت معاهدات تيليست حرب التحالف الرابع.

## المعاهدة الفرانكو-روسية (7 يوليو)
وفي تيلست الواقعة على بعد حوالي ستين ميلاً إلى الجنوب الشرقي من كونيجسبرج Konigsberg تواجه الجيشان المتنافسان تواجهاً سليماً، جيش على شاطئ نهر نيمن Niemen والآخر على الشاطئ المقابل، وزاد بينهما التفاهم وروح الصداقة (63) وعلى أية حال فإن الأباطرة المتنافسين - بناء على اقتراح اسكندر - التقوا باحتراس - في خيمة أُقيمت على طوّافة جرى تثبيتها في وسط مجرى النهر. وكان على كل حاكم منهم أن يستقل قارباً ليصل إلى الطوافة، فوصل نابليون إلى الطوافة أولاً (كما كان يتوقع كل جندي فرنسي) واستغرق وقتاً في تفقد الخيمة ورحَّب باسكندر على الجانب الآخر، وتعانقا وواجها جيشيهما الذي راح أفراده يهتفون بحيوية وابتهاج. لقد كان مشهداً جميلاً على حد تعبير مينيفال Meneval الذي كان شاهد عيان.
لقد كان لدى كل واحد من هؤلاء الحكام أسبابه ليكون ودوداً: فجيش نابليون لم يكن في حالة تسمح له بغزو أراضٍ مجهولة لا حد لشساعتها وكثرة رجالها (لم يكن جيش نابليون عُدّةً وعدداً مستعداً لمثل هذا الغزو ولم تكن مؤخرته محمية وكان الدعم المتوقع وصوله من فرنسا - التي تصرخ طالبة السلام - غير مضمون الوصول)، أما اسكندر فكان سعيداً لحصوله على فترة لالتقاط الأنفاس قبل أن يأخذ على عاتقه هزيمة رجل لم تعرف الهزيمة إليه سبيلاً (فيما عدا هزيمته في عكا Acre)، وكان اسكندر مشمئزا من ضعف حلفائه وهشاشة جنودهم، وكان يخشى قيام عصيان مسلح في الدوائر التابعة له في بولندا أو ليتوانيا، كما كان مشوّشاً بسبب علاقته السيئة بتركيا (الدولة العثمانية) وحالة جنوده.
وإلى جانب هذا فلم يكن نابليون هذا الرجل الفرنسي الذي كان يتعامل مع خريطة أوروبا وكأنها رقعة شطرنج، لم يكن غولاً وبربرياً كما وصفته القيصرة والكونيجن Konigen وإنما كان رفيقاً لطيفاً جذّابا، كَرَمُه كامل، وإن كان غير مفرط. وبعد هذا اللقاء الأول كان اسكندر قد وافق بالفعل على أن يكون مؤتمرهم القادم في مدينة تيلست في مقر ملائم يدبره نابليون بالقرب من مقرّه (مقر نابليون). وكانوا غالباً ما يتناولون عداءهم على مائدته وأحياناً مع ملك بروسيا وفي وقت لاحق مع مليكتها. ولفترة جعل القيصر من نفسه تلميذاً فسأل الكورسيكي (نابليون) أن يعلمه شيئاً من فن الحكم واتفق معه على أن لويس الثامن عشر (الذي كان يعيش وقتئذ في كورلاند Courland) تنقصه كل المواصفات اللازمة للحاكم وأنه أكثر من أي شخص آخر في أوروبا تفاهة وشرعية (73).
وعمد كل إمبراطور منهما إلى إبهاج الآخر ومداهنته. وبعد مفاوضات ودية بشكل واضح لم يوقِّعا معاهدة فحسب وإنما تحالفاً. وأصبح لروسيا أن تحتفظ بممتلكاتها كما هي لم يُنقص نابليون منها شيئاً لكن كان عليها أن تُنهي تعاونها مع إنجلترا وأن تنضم إلى فرنسا للحفاظ على السلام في أوروبا. وبناءً على اتفاق سرّي أصبحت روسيا حرّة في ضم فنلندا والاستيلاء عليها من السويد (التي كانت معادية لفرنسا منذ سنة 2971) كما أصبح من حق فرنسا أن تغزو البرتغال التي كانت قاعدة أمامية لإنجلترا في الحرب. وتعهد اسكندر بالتوسط لإقامة سلام مُرضٍ بين إنجلترا وفرنسا وإن فشل في تحقيق ذلك أن ينضم إلى فرنسا في مواجهة إنجلترا حصاراً وحرباً. وقد أبهج هذا التعهد نابليون لأنه قدَّر أن التعاون مع روسيا في حصار إنجلترا أهم بكثير من استحواذه على مزيد من الأراضي.

## المعاهدة الفرانكو-بروسية (9 يوليو)

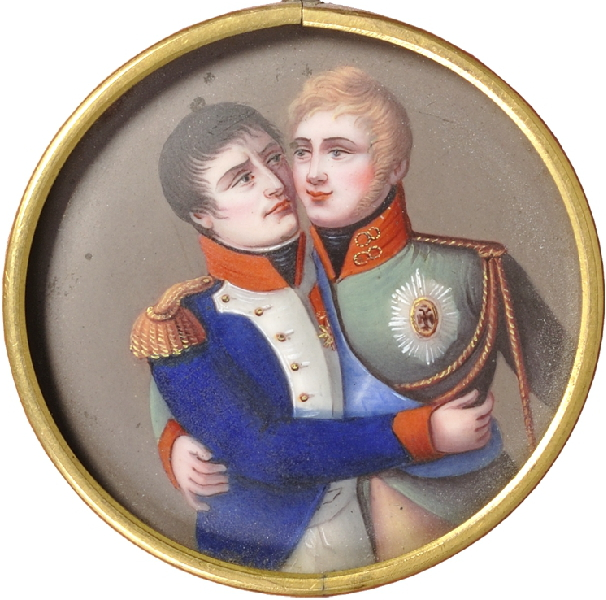
A French ميدالية dating from the post-Tilsit period. It shows the French and Russian emperors embracing each other.

ولأن نابليون لم يكن مستعداً للتضحية بهذه الاتفاقات ولم يكن مستعداً لخوض حرب حتى النهاية ضد روسيا وبروسيا والنمسا - فقد نحَّى جانباً فكرة إعادة بولندا لوضعها السابق قبل تقسيمها بين هذه الدول الثلاثة، باعتبار أنها فكرة غير عملية، وإنما اقنع نفسه بتأسيس دوقية وارسو (فرشافا) تحت الحماية الفرنسية مقتطعاً إياها من المناطق البولندية التي تحتلها بروسيا. ولهذه الدولة (الدوقية) الجديدة التي تضم مليوني نفس، وضع - في 22 يوليو سنة 6081 - دستوراً يمنع القِنانة (عبودية الأرض) ويجعل كل المواطنين أمام القانون سواء ويجعل المحاكما علنية أمام القضاء ويجعل مدوّنة نابليون القانونية أساساً للتشريع والعدالة. وألغى حق النبلاء في الاعتراض على القرارات والعوائد الإقطاعية وألغى الدايت الخامل Faineant Diet، وخوّل السلطة التشريعية لمجلس شيوخ من الأعيان ومجلس house من مئة نائب، أما السلطة التنفيذية فأوكلها لملك سكسونيا Saxony الذي كان سليلاً لحكام بولندا السابقين. لقد كان هذا الدستور دستوراً متنِّوراً مُتفعاً مع ظروف مكانه وزمانه.
ومع أن نابليون كان كريماً مع القيصر، فإنه كان قاسياً لا يرحم مع ملك بروسيا الذي سبق أن نقض تحالفه مع فرنسا لينضم إلى أعدائها. لقد طالب (نابليون) فريدريك وليم الثالث بتسليم كل المناطق البروسية غرب نهر إلب Elbe. وكان معظمها قد جرى إعادة تكوينها كدوقية بيرج Berg الكبيرة ومملكة وستقاليا Westphalia. وكلُّ بولندا البروسية تقريباً أصبحت دوقية وارسو (فرسافا) الكبيرة ما عدا دانتسج Danzig التي أصبحت مدينة حرّة في ظل حامية فرنسية. وكان على نصف بروسيا الباقي أن يُغلق أبوابه في وجه التجارة البريطانية وأن يشترك في الحرب ضد إنجلترا إن دُعِي لذلك وأن تظل القوات الفرنسية تحتله حتى يتم دفع التعويض المالي الكبير كاملاً. وصُعق فريدريك وليم - الذي لم يكن يريد الحرب - لقسوة هذه الشروط. واندفعت الملكة لوسي (لويزا) Louise - التي تكاد تكون هي السبب في دخول بلادها الحرب - من برلين (في 6 يوليو) وطلبت من نابليون متودّدة له بالحجج والعطور والابتسامات والدموع كي يُخفف من مطالبه. فبرَّد نابليون من فيض فصاحتها وأثر عطرها وسحر ابتسامتها بأن قدم لها كرسياً لتجلس فيصعُب عليها - وهي جالسة - بث سحرها، وشرح لها أنه لابد أن يدفع أحد الطرفين بسبب الحرب. ولماذا لا تكون الحكومة التي خرقت المعاهدة - بناءً على وصيتها - هي التي تدفع؟ وأبعدها بعد أن رفض طلباتها بأدب، وفي اليوم التالي أمر تاليران بإبرام الاتفاقات كما سبقت صياغتها قبل قدوم الملكة لوسي (لويزا Louise) وعادت الملكة إلى برلين مكسورة القلب وماتت في غضون ثلاثة أعوام وهي في الرابعة والثلاثين من عمرها.
وفي 9 يوليو غادر الإمبراطوران وقد وقر في شعور كل منهما أنه حقَّق صفقة طيبة: الاسكندر أمَّن روسيا من الغرب وأصبح مطلق اليد في فنلندا وتركيا. ونابليون حصل على بيرج Berg ووستفاليا Westphalia وهدنة غير قائمة على أساس متين. وقد عرّف نابليون في سنوات لاحقة مؤتمر القوى Congress of Powers هذا بأنه خدعة وافق عليها دبلوماسيون. لقد كان بمثابة قلم مكيافيلي وسيف محمد(83) وفي اليوم التالي غادر إلى باريس حيث استقبلته الجماهير الشاكرة الممتنّة بصيحات التهليل لإقراره السّلام أولاً ولتحقيقه الانتصارات ثانياً. وكان التقرير الذي قدَّمه للمجلس التشريعي عن حالة الأمة في سنة 7081 من بين أكثر تقاريره فخراً: فالنمسا قد عُوقبت، وبروسيا قد أُدّبت وروسيا أصبحت متحالفة مع فرنسا بعد أن كانت عدوّة لها. وثمة أراضٍ جديدة أُضيفت للإمبراطورية بالإضافة إلى 000,321 أسير - ودفع المعتدون المهزومون كل التكاليف ولم نضطر لأي زيادة في الضرائب في فرنسا(93).
وأعلن نابليون ترقية تاليران ليجعله أميراً لبنيفنتو Benevento بالإضافة لترقيته آخرين. وقد أدت هذه الترقية لزيادة دخل هذا الأب (الراهب) الفرنسي النَّهِم بمقدار 000,021 فرنك، لكن هذه الترقية كانت تعني استقالته من منصبه كوزير للخارجية، مادام البروتوكول يقضي بأن الوزير أقل رتبة من الأمير.
وبهذه الطريقة أصبح الموقف الصعب سهلاً لأن نابليون كان قد بدأ يرتاب في أنه مختلس رغم عبقريته الدبلوماسية، لكنه (أي نابليون) تردّد في فلم يطرده، والحقيقة أيضاً أن نابليون استمر في استخدامه في عدة مفاوضات كبرى. وبعد أن درّب تاليران خليفته في وزارة الخارجية جان - بابتست دي شامباني Jean - Baptiste de Champagny على طريق وأساليب وألاعب منصبه الجديد، أصبح (أي تاليران) حرا في الاستمتاع بحياته في قصره الفخم الذي سبق أن اشتراه في فالينساي Valencay بمبلغ مالي كان جزء منه من الأموال التي أعطاه إياها نابليون.
وفي 15 أغسطس احتفل البلاط بانتصار نابليون بإقامة مهرجان يُعيد للأذهان بهاء الملك العظيم Grand Monarque: عُزفت الكونشرتات، ورقصت الباليرينات وعُرِضت الأوبرات، وحضر الملوك والوزراء بملابسهم الرسمية، وحضرت النسوة وقد تزيّن بثروة من الجواهر، وارتدين العباءات النسائية الجميلة. وبعد ذلك بأربعة أيام أُلغي التريبيون Tribunate (المجلس المدافع عن حقوق الشعب) ففي هذا المجلس كانت هناك أقلية جَسُرت لسنوات على معارضة قراراته ووجهات نظره، فأراد أن يستكمل أُبهته الملكية بإلغائه. وخّفف من وقع القرار بتعيين عدد من أعضائه الذين لا خطر منهم في مناصب إدارية، وبإلحاق معظم الأعضاء الآخرين في الهيئات التشريعية التي أصبح لها الآن الحق في أن تناقش أن تُناقش الإجراءات، والحق في التصويت. أما الذين كانوا قد تركوا فرنسا بسبب احداث الثورة الفرنسية ممن عادوا ولا زالوا على قيد الحياة، والذين كانوا في قصور ضاحية سان - جرمين Germain التي غدت - من جديد - مُفعمة بالحياة، فقد صَفَّقُوا لنابليون استحسانا وتقديراً كشخص يكاد يكون نبيل المولد. لقد راح كل واحد منهم يسأل الآخر: لم لا يكون مُلكُه شرعياً؟ إذن لأصبحت فرنسا به كاملة. لكن نادراً ما أصبح نابليون - بعد ذلك - يحظى بمثل هذه الشعبية والقوة والرِّضا.

### التغيرات السكانية والحدودية التي خسرتها بروسيا جراء المعاهدة
| أراضي وستفاليا                                     | المساحة   | السكان  |
| -------------------------------------------------- | --------- | ------- |
| County of Mark, with Essen, Werden, and Lippstadt, | 2,893 كم2 | 148,000 |
| إمارة ميندن،                                       | 1,049 كم2 | 70,363  |
| كونتية رافنسبيرغ                                   | 936 كم2   | 89,938  |
| Lingen and Tecklenburg,                            | 737 كم2   | 46,000  |
| Cleve, on the eastern side of the Rhine,           | 1,163 كم2 | 54,000  |
| إمارة شرق فريزيا                                   | 3,205 كم2 | 119,500 |
| إمارة مونستر                                       | 2,718 كم2 | 127,000 |
| Principality of Paderborn,                         | 1,702 كم  | 98,500  |
| أراضي ساكسونيا السفلى                              | المساحة   | السكان  |
| مغديبيرغ                                           | 3,063 كم2 | 160,000 |
| County of Mansfeld,                                | 56 كم2    | 27,000  |
| Principality of Halberstadt,                       | 1503      | 101,000 |
| County of Hohenstein,                              | 1503 كم2  | 27,000  |
| Territory of Quedlinburg=                          | 85 كم2    | 13,400  |
| Principality of Hildesheim and Goslar,             | 2,269 كم2 | 114,000 |

## الهوامش
1. ↑  Some of the Westphalian possessions  were ceded at an earlier period, and no compensation was paid for these losses under the terms of the treaty of Tilsit.